# Sejmmarschall
Sejmmarschall (poln. Marszałek Sejmu) ist das höchste Amt im Sejm, neben dem Senat eine Kammer des polnischen Parlaments. Der Sejmmarschall leitet als Parlamentspräsident die Arbeit des Sejm und wacht über ihren würdigen sowie rechtmäßigen Ablauf. Er wird am Anfang einer Legislaturperiode gewählt und muss selbst Abgeordneter sein. Der Sejmmarschall übernimmt im Fall der Verhinderung des Präsidenten oder dessen Ablebens das Amt als geschäftsführender Präsident, im letzteren Fall bis zu den vorgeschriebenen Neuwahlen. Dieser verfassungsrechtlichen Sonderstellung folgend, nimmt der Sejmmarschall in der Präzedenz die zweite Stelle hinter dem Präsidenten ein.

## Pflichten
Der Seymmarschall repräsentiert den Sejm, beruft Sitzungen des Sejms ein und leitet die Sitzungen des Sejms, der Nationalversammlung und aller gemeinsamen Sitzungen von Sejm und Senat. Er überwacht den Ablauf und die Termine der Arbeit des Sejms und seiner Organe, und führt die Geschäfte des Präsidiums des Sejms und leitet dessen Sitzungen.
Daneben
- beruft er den Konwent Seniorów (Ältestenrat) ein und leitet dessen Sitzungen,
- gibt er den Initiativen zur Gesetzgebung und Beschlussfassung, den Anträgen staatlicher Organe und den Petitionen, die an den Sejm gerichtet sind, nach Einholung der Meinung des Präsidiums des Sejms, eine Richtung,
- regelt er Angelegenheiten im Zusammenhang mit den Beziehungen des Sejms zu den Parlamenten anderer Länder,
- sorgt er für Ruhe und Ordnung auf dem gesamten Gebiet des Sejms und erlässt entsprechende Anordnungen zur Aufrechterhaltung der Ordnung, einschließlich der möglichen Verwendung der Straż Marszałkowska,
- verleiht er durch Anordnung dem Statut der Kancelaria Sejmu Gültigkeit,
- stellt er den Haushaltsentwurf der Kancelaria Sejmu auf,
- bestimmt er den Termin für die Präsidentschaftswahlen.

Er vertritt den Präsidenten der Republik Polen zeitweise bis zur Amtsübernahme durch den Präsidenten im Falle von:
- Nichtübernahme des Amtes durch den neu gewählten Präsidenten aufgrund der Weigerung, den Amtseid abzulegen, oder der Feststellung der Ungültigkeit der Wahl,
- vorübergehender Unfähigkeit des Präsidenten, das Amt auszuüben (aufgrund der Mitteilung des Staatsoberhaupts oder der Entscheidung des Verfassungsgerichts),
- Anklage des Präsidenten vor dem Staatsgerichtshof,
- Ende der Amtszeit des Präsidenten vor Ablauf der Amtszeit – verursacht durch:
  - den Tod des Präsidenten,
  - den Rücktritt des Präsidenten,
  - die Amtsenthebung des Präsidenten durch das Urteil des Staatsgerichtshofs,
  - die Feststellung der dauerhaften Amtsunfähigkeit des Präsidenten zur Ausübung des Amtes aufgrund seines Gesundheitszustands durch 2/3 der gesetzlichen Mitglieder der Nationalversammlung.

Der Sejmmarschall übernimmt vorübergehend die Aufgaben des Präsidenten der Republik Polen, bis ein neuer Präsident gewählt ist (falls er nicht in der Lage ist, seine Pflichten zu übernehmen, gehen sie auf den Marschall des Senats über).
Der Sejmmarschall 
- gibt zusammen mit dem Marschall des Senats eine Meinung zur Verkürzung der Amtszeit des Parlaments durch den Präsidenten ab,
- hat das Recht, beim Verfassungsgericht die Verfassungsmäßigkeit eines normativen Aktes und die Klärung einer Zuständigkeitsfrage zu beantragen,
- gibt eine Stellungnahme zu dem Gesetz ab, das der Präsident der Republik Polen zu unterzeichnen beabsichtigt, unter Umgehung der Bestimmungen, die vom Verfassungsgericht als verfassungswidrig befunden wurden,
- hat beim Vorantreiben von Gesetzesinitiativen das Recht, eine Vorabkontrolle ihrer Rechtmäßigkeit vorzunehmen,
- entscheidet über die Senkung der Diäten oder Bezüge eines Abgeordneten,
- hat das ausschließliche Recht, die Abberufung des Rzecznik Praw Obywatelskich (Beauftragter für Bürgerrechte) zu beantragen (im Falle seines Rücktritts, in anderen Fällen steht dieses Recht auch einer Gruppe von mindestens 35 Abgeordneten zu),
- stellt die Kandidatur für den Präsidenten der Najwyższej Izby Kontroli auf,
- beruft in Absprache mit den entsprechenden Organen der Exekutive:
  - den Leiter der Kancelaria Sejmu und seine Stellvertreter,
  - die Vizepräsidenten und Mitglieder des Kollegiums der Najwyższej Izby Kontroli,
  - den Hauptinspektor für Arbeit und seinen Stellvertreter,
  - den Rat für Arbeitsschutz,
- verkündet einheitliche Texte von Gesetzen.

## Sejmmarschall und Stellvertreter der X. Legislaturperiode
Sejmmarschall:
- Szymon Hołownia (Polska 2050), seit dem 13. November 2023

Stellvertreter:
- Krzysztof Bosak (Konfederacja)
- Włodzimierz Czarzasty (Lewica)
- Dorota Niedziela (Koalicja Obywatelska)
- Monika Wielichowska (Koalicja Obywatelska)
- Piotr Zgorzelski (Koalicja Polska)

## Sejmmarschall und Stellvertreter der IX. Legislaturperiode
Sejmmarschall:
- Elżbieta Witek (Prawo i Sprawiedliwość), ab dem 9. August 2019

Stellvertreter:
- Ryszard Terlecki (Prawo i Sprawiedliwość)
- Małgorzata Gosiewska (Prawo i Sprawiedliwość)
- Małgorzata Kidawa-Błońska (Koalicja Obywatelska)
- Włodzimierz Czarzasty (Lewica)
- Piotr Zgorzelski (Koalicja Polska)

## Sejmmarschall und Stellvertreter der VIII. Legislaturperiode
Sejmmarschall:
- Marek Kuchciński (Prawo i Sprawiedliwość), bis zum 9. August 2019
- Elżbieta Witek (Prawo i Sprawiedliwość), ab dem 9. August 2019

Stellvertreter:
- Joachim Brudziński (Prawo i Sprawiedliwość), bis zum 8. Januar 2018
- Beata Mazurek (Prawo i Sprawiedliwość), vom 11. Januar 2018 bis zum 28. Mai 2019
- Małgorzata Gosiewska (Prawo i Sprawiedliwość), ab dem 12. August 2019
- Ryszard Terlecki (Prawo i Sprawiedliwość)
- Małgorzata Kidawa-Błońska (Platforma Obywatelska)
- Stanisław Tyszka (Ruch Kukiza)
- Barbara Dolniak (Nowoczesna)

## Sejmmarschall und Stellvertreter der VII. Legislaturperiode
Sejmmarschall:
- Ewa Kopacz (Platforma Obywatelska) (damit erstmals eine Frau), bis zum 22. September 2014
- Radosław Sikorski (Platforma Obywatelska), 24. September 2014 bis zum 23. Juni 2015
- Małgorzata Kidawa-Błońska (Platforma Obywatelska), ab dem 25. Juni 2015

Stellvertreter:
- Cezary Grabarczyk (Platforma Obywatelska), bis zum 22. September 2014
- Elżbieta Radziszewska (Platforma Obywatelska), ab dem 24. September 2014
- Eugeniusz Grzeszczak (Polskie Stronnictwo Ludowe)
- Marek Kuchciński (Prawo i Sprawiedliwość)
- Wanda Nowicka (Ruch Palikota)
- Jerzy Wenderlich (Linksallianz)

## Sejmmarschall und Stellvertreter der VI. Legislaturperiode
Sejmmarschall:
- Grzegorz Schetyna (Platforma Obywatelska)

vorheriger Sejmmarschall:
- Bronisław Komorowski (Platforma Obywatelska) (am 8. Juli 2010 wegen der Wahl zum Staatspräsidenten zurückgetreten)

Stellvertreter:
- Stefan Niesiołowski (Platforma Obywatelska)
- Ewa Kierzkowska (Polskie Stronnictwo Ludowe)
- Jerzy Wenderlich (Linksallianz)
- Marek Kuchciński (Prawo i Sprawiedliwość)

vorherige Stellvertreter:
- Jarosław Kalinowski (Polskie Stronnictwo Ludowe)
- Krzysztof Putra (Prawo i Sprawiedliwość) († 10. April 2010, Flugunfall von Smolensk 2010)
- Jerzy Szmajdziński (Linksallianz) († 10. April 2010, Flugunfall von Smolensk 2010)